# Gustavo César Veloso
Gustavo César Veloso (Vilagarcía de Arousa, 29 de gener de 1980) és un ciclista espanyol, professional des del 2001 fins al 2021.
Els seus èxits esportius més importants són la Volta a Catalunya de 2008 i una etapa de la Volta a Espanya del 2009.
La sobtada desaparició del Xacobeo Galicia a finals del 2010 no li donaren temps per a trobar un nou equip de cara a la temporada 2011, amb la qual cosa Veloso es passà any i mig sense competir, fins que el 2012 tornà al pilot de la mà de l'equip Andalucía.

## Palmarès
- 2001
  - 1r d'una etapa de la Volta a Tras os Montes e Alto Douro
- 2003
  - 1r a la Clàssica de Primavera de Portugal
  - 1r del Premi Grande Porto i vencedor d'una etapa
- 2006
  - Vencedor d'una etapa de la Volta a Portugal
- 2008
  -  1r de la Volta a Catalunya
- 2009
  - Vencedor d'una etapa de la Volta a Espanya
- 2013
  - Vencedor d'una etapa de la Volta a Portugal
- 2014
  - 1r a la Volta a Portugal i vencedor d'una etapa
- 2015
  - 1r a la Volta a Portugal i vencedor de 2 etapes
  - 1r al Tour de Rio i vencedor d'una etapa
- 2016
  - Vencedor d'una etapa del Trofeu Joaquim Agostinho
  - Vencedor de 3 etapes a la Volta a Portugal
- 2017
  - Vencedor de 2 etapes a la Volta a Portugal
- 2019
  - Vencedor d'una etapa del Trofeu Joaquim Agostinho

### Resultats a la Volta a Espanya
- 2007. 121è de la classificació general
- 2008. 29è de la classificació general
- 2009. 41è de la classificació general. Vencedor d'una etapa
- 2010. 45è de la classificació general
- 2012. 114è de la classificació general

### Resultats al Giro d'Itàlia
- 2009. 145è de la classificació general